# Heimano Bourebare
Heimano Bourebare (Papeete, 15 de maio de 1989) é um futebolista taitiano que atua como meia. Atualmente joga pelo AS Dragon e defende a Seleção Taitiana de Futebol.

## Estatísticas
| Taiti | Taiti | Taiti |
| Ano   | Jogos | Gols  |
| ----- | ----- | ----- |
| 2011  | 5     | 0     |
| 2012  | 6     | 0     |
| 2013  | 1     | 1     |
| Total | 12    | 1     |

## Gols internacionais
| # | Data                | Oponente      | Campeonato                                  | Estádio                          | Gol | Placar |
| - | ------------------- | ------------- | ------------------------------------------- | -------------------------------- | --- | ------ |
| 1 | 22 de março de 2013 | Ilhas Salomão | Eliminatórias da Copa do Mundo FIFA de 2014 | Estádio Pater Te Hono Nui, Pirae | 1–0 | 2–0    |